# Diepenau
Diepenau is een gemeente in de Duitse deelstaat Nedersaksen. De gemeente maakt deel uit van de Samtgemeinde Uchte in het Landkreis Nienburg/Weser.
Diepenau telt 3.931 inwoners. (Per 31 december 2020: 3.931 inwoners).
De spoorlijn Nienburg - Rahden loopt door Diepenau.  Deze wordt echter alleen nog incidenteel bereden door goederentreinen en door historische toeristentreintjes. Deze lijn is namelijk een museumspoorlijn.

## Bezienswaardigheden, toerisme
Het bezienswaardigste plaatsje in de gehele Samtgemeinde Uchte is het aan Diepenau vastgebouwde Lavelsloh,  met enkele historische gebouwen en een aardig vakwerkhuis aan de spoorlijn, dat zowel station als trouwlocatie is. Diepenau-Lavelsloh heeft ook een actief verenigingsleven, dat jaarlijks diverse schuttersfeesten en andere evenementen organiseert, die ook door mensen van ver buiten de regio worden bezocht.

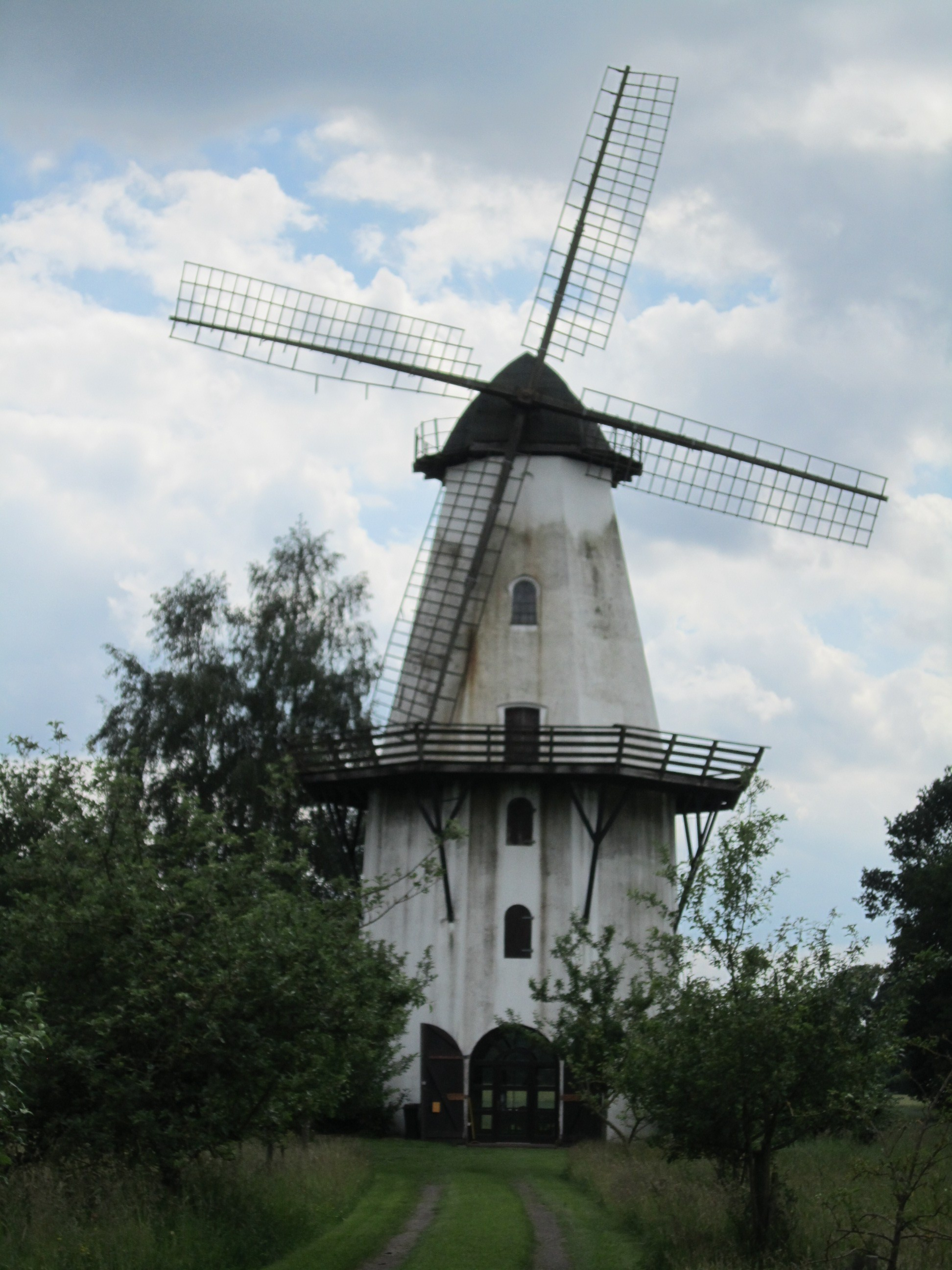
Windmolen van Lavelsloh

Voor meer informatie zie onder Samtgemeinde Uchte.
- Gemeinsame Normdatei: 4276844-5
- Virtual International Authority File: 234710318

Balge · 
Binnen · 
Bücken · 
Diepenau · 
Drakenburg · 
Estorf · 
Eystrup · 
Gandesbergen · 
Hämelhausen · 
Haßbergen · 
Hassel (Weser) · 
Heemsen · 
Hilgermissen · 
Hoya · 
Hoyerhagen · 
Husum · 
Landesbergen · 
Leese · 
Liebenau · 
Linsburg · 
Marklohe · 
Nienburg/Weser · 
Pennigsehl · 
Raddestorf · 
Rehburg-Loccum · 
Rodewald · 
Rohrsen · 
Schweringen · 
Steimbke · 
Steyerberg · 
Stöckse · 
Stolzenau · 
Uchte · 
Warmsen · 
Warpe · 
Wietzen